# Symphonie no 7 de Milhaud
Pour les articles homonymes, voir Symphonie no 7.
La Symphonie no 7, op. 344, est une œuvre pour orchestre du compositeur français Darius Milhaud. Elle a été composée en 1955 pour un concert de la radiodiffusion belge à Venise. La création de la symphonie a été faite à Chicago le 3 mars 1956.

## Structure
La septième symphonie de Milhaud comporte trois mouvements. Les titres des mouvements sont les suivants :
1. Animé (env. 3 min 40 s)
2. Grave (env. 9 min)
3. Vif (env. 7 min 15 s)

La durée d'exécution est d'environ 20 minutes.
Cette symphonie est publiée par Heugel & Cie.

## Enregistrements
- 1993 Orchestre symphonique de Bâle, chef : Alun Francis (CPO), faisant partie du coffret des Symphonies No. 1-12 de Milhaud chez CPO
- 1997 enregistrement par Michel Plasson et l'Orchestre national du Capitole de Toulouse pour Deutsche Grammophon